# Det Forenede Dampskibs-Selskab
Det Forenede Dampskibs-Selskab A/S (deutsch:  Die Vereinigte Dampfschiffs-Gesellschaft AG), kurz DFDS, ist eine 1866 gegründete dänische Reederei mit Hauptsitz in Kopenhagen. Heute unterhält das Unternehmen schwerpunktmäßig Fährdienste in Nord- und Ostsee und insbesondere vom kontinentalen Europa sowie Skandinavien nach Großbritannien. Durch den Zukauf von Norfolkline im Jahr 2010 konnte das Routennetzwerk mittlerweile erweitert werden. Die DFDS ist eines der ältesten und erfolgreichsten dänischen Unternehmen. Sie umfasst die Geschäftsbereiche DFDS Seaways für den Seetransport und DFDS Logistics für den Straßen- und Eisenbahntransport sowie den Containerverkehr.

## Geschichte

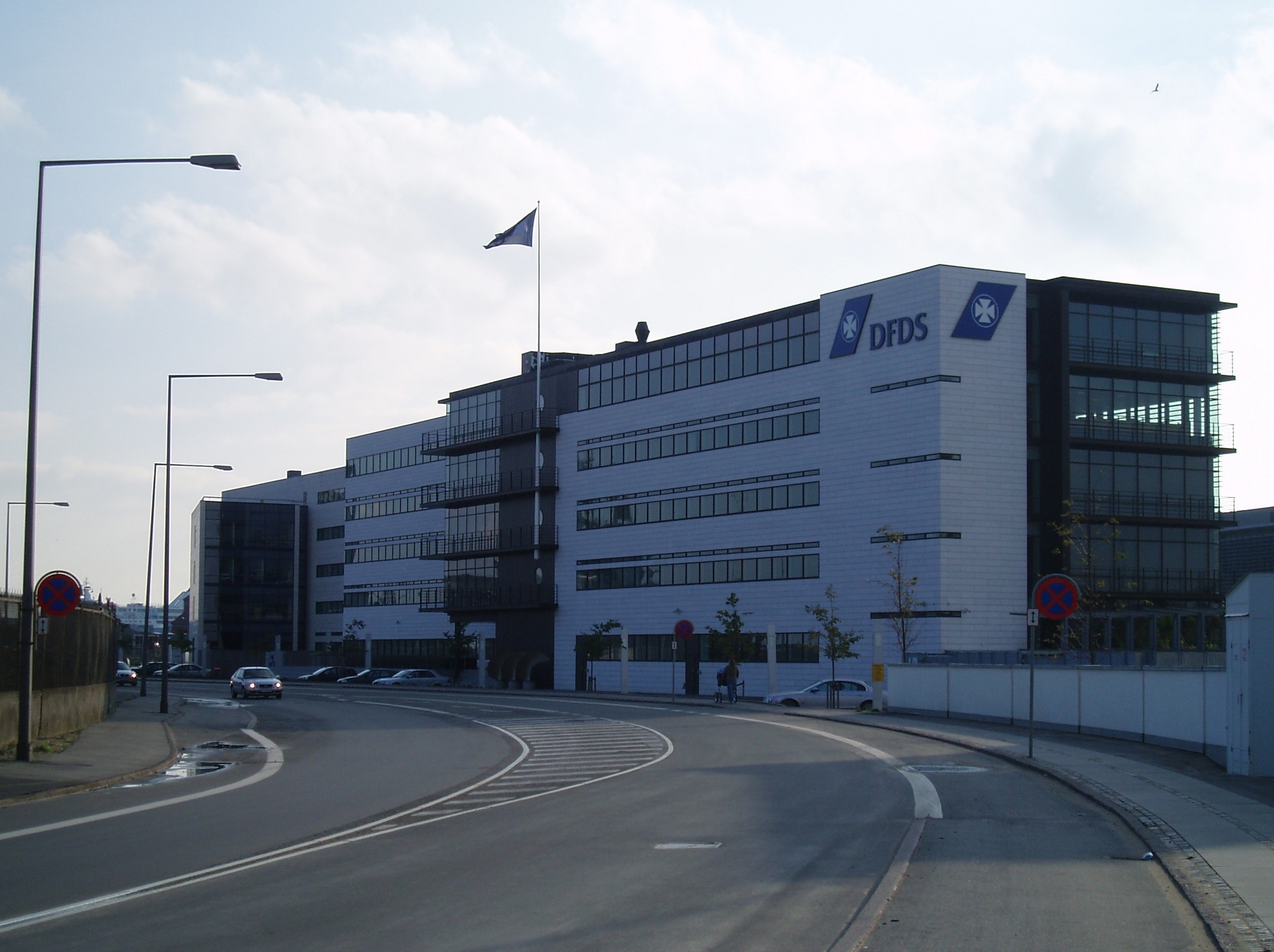
Unternehmenssitz der DFDS in Kopenhagen

### 19. Jahrhundert
1866 schlossen sich mehrere lokale dänische Reeder unter der Leitung von Carl Frederik Tietgen zur DFDS – Det Forenede Dampskibs-Selskab A/S (dt.: Die Vereinigte Dampfschiffs-Gesellschaft) zusammen. Die Hausflagge der neuen Reederei wurde ein weißes Tatzenkreuz auf blauen Grund. Die junge Reederei betrieb Küstendienste nach Norwegen, Schweden und Großbritannien bis zu den Färöern und Island. Auf diesen Linien waren ausschließlich kleinere Fracht- und Passagierschiffe eingesetzt.
1884 wurden die Liniendienste zu den Mittelmeer-Häfen eingerichtet und 1894 starteten die Übersee-Frachtdienste nach Nordamerika. Anfangs wurde New Orleans angelaufen, später dann New York, Philadelphia und Baltimore. 1907 wurden die Frachtdienste nach Südamerika ausgeweitet, mit Stops in Rio de Janeiro, Buenos Aires oder Montevideo. 1898 wurde die Thingvalla-Linie durch die DFDS aufgekauft und der Passagier-Transatlantik-Dienst eröffnet. Am 28. Juni 1904 lief das Dampfschiff Norge auf das Helen’s Reef bei Rockall und sank binnen 20 Minuten, wobei 625 Menschen ertranken – die größte Tragödie der nordischen Nordatlantik-Auswanderer überhaupt. Dieser Dienst firmierte bald als Skandinavien-Amerikalinje A/S (SAL) mit New York als allgemeinem Endhafen; bis 1936 wurde dieser Dienst beibehalten. 1935 brannte der Liner United States aus, und da auch der Rest der SAL-Flotte Neubauten erforderte, die DFDS sich aber auf ihr Kerngeschäft – die innereuropäischen Dienste – konzentrieren wollte, wurde der Transatlantik-Passagierdienst 1936 eingestellt.

### 20. Jahrhundert
Ab den 1930er Jahren bekamen die Küstendienste der DFDS immer mehr den Charakter von Fährdiensten, was in der Folgezeit auch der Schwerpunkt des Geschäfts werden sollte. 1937 ging mit Kronprins Olav gar eine Art Prototyp heutiger Fährschiffe in Dienst. Während des Zweiten Weltkrieges verlor die Reederei einen Großteil der Flotte und startete bei Kriegsende Neubauprogramme, wie eigentlich alle Reedereien in der Zeit.
Für die Übersee-Dienste der DFDS lief die Zeit derweil ab, Flugzeug und Container forderten größere Investitionen. Da das Kerngeschäft die Fährdienste waren, wurden die Frachtdienste nach Nord- und Südamerika sowie in das Mittelmeer zu Beginn der 1980er Jahre eingestellt.
Auf den Fährrouten expandierte das Unternehmen allerdings schnell, die hier eingesetzten Schiffe erfuhren praktisch jährlich eine Tonnage-Steigerung. 1981 erwarb DFDS die schwedische Tor Line und änderte auch den Markennamen für die Passagierfährdienste in Scandinavian Seaways. Im gleichen Jahr übernahm man die Fährverbindung von Hamburg in das englische Harwich von der Prinzenlinie in Hamburg, die diese Linie seit 1969 bediente. Diese Verbindung wurde im Jahr 2002 aufgrund rückläufiger Passagier- und Frachtzahlen und damit verbundener rückläufiger Auslastung des Schiffes eingestellt. 1982 richtete DFDS unter dem Namen Scandinavian World Cruises eine Fährverbindung in Nordamerika, auf der Linie New York – Bahamas, ein. Für diesen Dienst wurde eigens ein Neubau in Auftrag gegeben, die Scandinavia. Erfolg war diesem Unternehmen nicht beschieden und die DFDS war dem finanziellen Zusammenbruch nahe, als 1985 das Ganze abgestoßen wurde.
DFDS brauchte einige Zeit, um sich von diesem Desaster zu erholen, doch mit Beginn der 1990er Jahre begann das Unternehmen wieder zu expandieren. Auf den Fährrouten wurden neue und größere Schiffe eingesetzt, vor allem wurde dem neuen CruiseFerry-Standard Rechnung getragen. Der Markenname für die Passagierdienste wurde in DFDS Seaways geändert.
Die einzige Fährverbindung von Deutschland nach Großbritannien führte die DFDS Prinsenlinie zuerst mit der Prinz Oberon von Bremerhaven nach Harwich und mit der Prinz Hamlet von Hamburg nach Harwich im täglichen Wechsel durch. In den letzten Jahren fuhr nur noch das Fährschiff Hamburg von Hamburg nach Harwich – letzter Versuch war 2002 die Verkürzung der Route von Harwich nach Cuxhaven mit anschließendem endgültigem Aus im November 2005. Die Anlegestelle in Hamburg war jahrzehntelang am westlichen Ende der St.-Pauli-Landungsbrücken. Anfang 1991 wurde ein neues Fährschiff-Terminal in Altona in Betrieb genommen. Diese Anlage, gebaut für die DFDS, wurde von 2009 bis 2011 zum Cruise Center Altona umgebaut, dem zweiten Kreuzfahrt-Terminal von Hamburg.

### 2000 bis 2010
Im Jahr 2001 wurde die Reederei LISCO übernommen und damit das Routennetz ins Baltikum und nach Russland erweitert. Im September 2005 beschlossen DFDS und die russische Staatsreederei Sovcomflot einen Kooperationsvertrag über die gemeinsame Weiterführung des seit 2002 als SCF St. Petersburg Line eingeführten Ro/Ro-Frachtdienst zwischen Kiel und St. Petersburg unter dem Namen SCF DFDS Line.

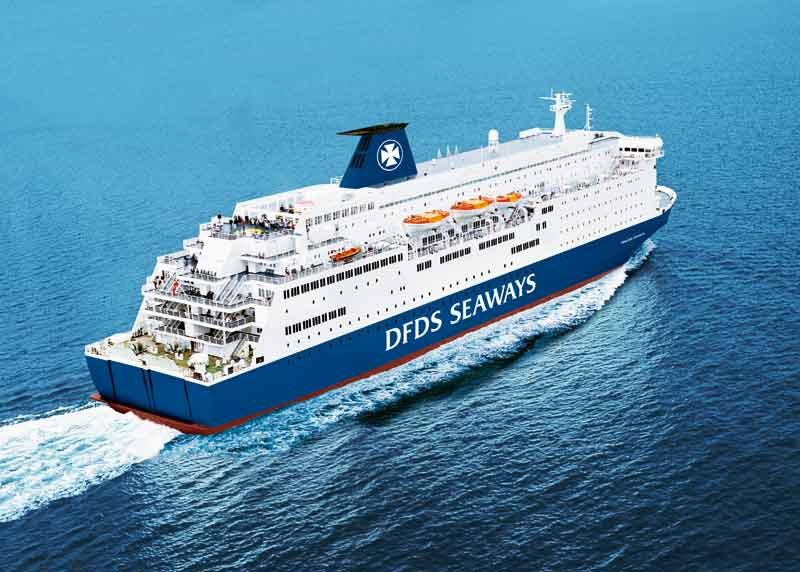
Die Fähre Princess Seaways auf der Route Amsterdam – Newcastle

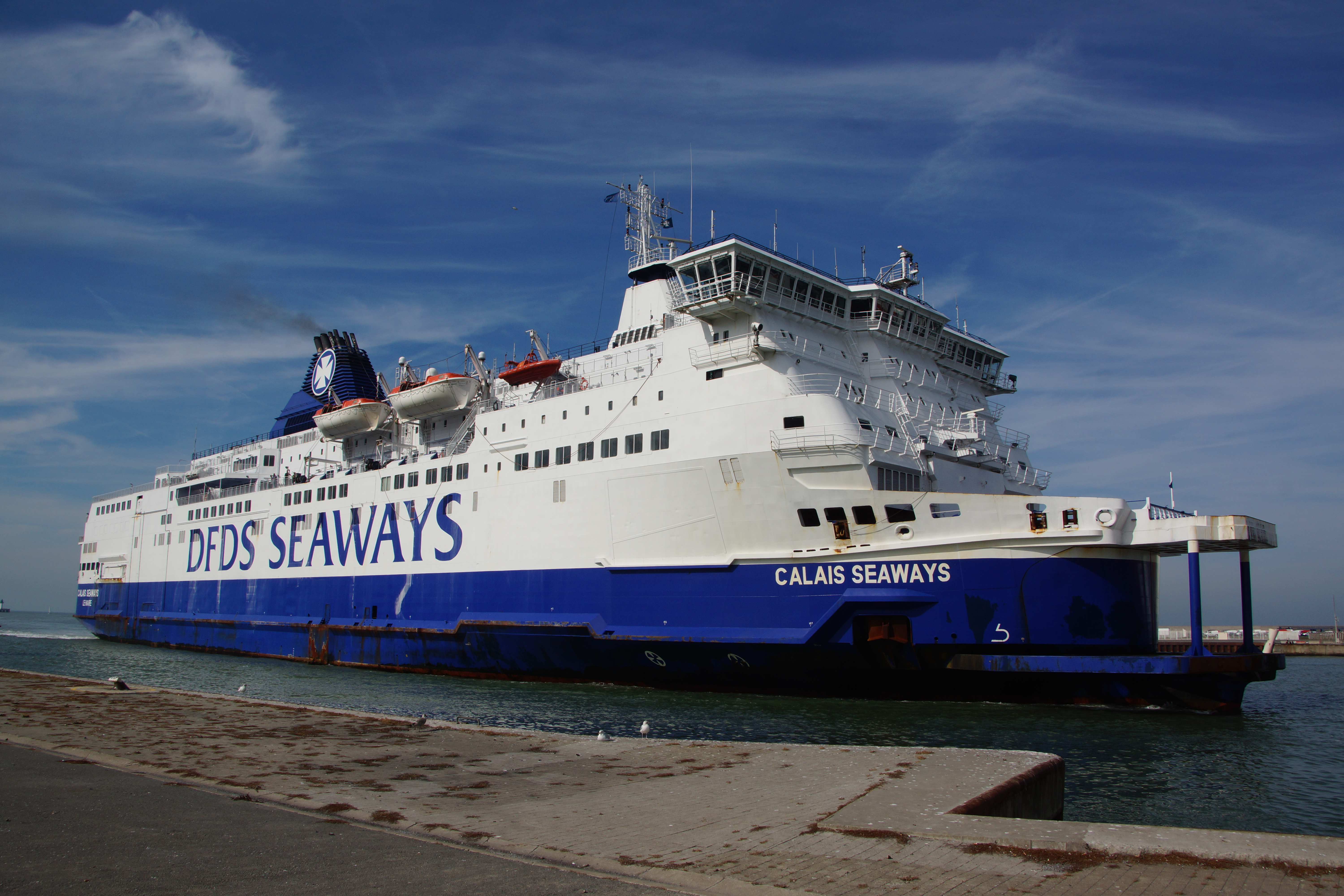
Die Fähre Calais Seaways in Calais

Im November 2006 wurde die bisherige Fährverbindung Göteborg – Kristiansand – Newcastle eingestellt und das Schiff Princess of Scandinavia an Moby Lines verkauft. Gleichzeitig wurde die Route Bergen – Haugesund – Stavanger – Newcastle der norwegischen Fjord Line mitsamt der bisher dort eingesetzten Fähre Fjord Norway übernommen. Das Schiff fährt nun unter dem Namen Princess of Norway. Zunächst war die Princess of Norway auf der Route Bergen – Newcastle eingesetzt, im Jahr 2007 entschloss sich DFDS dann jedoch zu einem Schiffstausch und vereinte somit die Schwesterschiffe King of Scandinavia und Princess of Norway auf der Route IJmuiden – Newcastle, während die Queen of Scandinavia die Verbindung Newcastle – Bergen bediente. Am 27. Mai 2008 gab die Reederei bekannt, dass die Route Bergen – Newcastle aus wirtschaftlichen Gründen zum 1. September 2008 eingestellt werde und die Queen of Scandinavia verkauft oder verchartert werden solle. Ab Anfang September 2008 lag das Schiff im Hafen der dänischen Stadt Korsør. Im ersten Halbjahr 2009 diente das ehemalige Fährschiff als Arbeiterquartier beim schwedischen Kernkraftwerk Forsmark und wurde dann in Klaipėda wieder aufgelegt. Ab Dezember 2009 wurde das Schiff als Wohnschiff an die dänische Polizei in Kopenhagen verchartert. Im Januar 2010 wurde bekannt, dass die Queen of Scandinavia an die Inflot Cruise and Ferry Ltd. zunächst für drei Jahre verchartert wird, um für die St. Peter Line die Route St. Petersburg – Helsinki zu bedienen.

### Übernahme der Norfolkline durch DFDS 2010
Ende Dezember 2009 vereinbarten die Reedereien DFDS und A. P. Møller-Mærsk die Übernahme der Norfolkline durch DFDS; Mitte Juni 2010 gab die europäische Wettbewerbskommission ihr Einverständnis dazu. Nach Abschluss einer Bezugsrechtsemission wurden DFDS und Norfolkline am 12. Juli zur neuen DFDS verschmolzen.
Der neue DFDS-Konzern bildet ein See-Transportnetzwerk mit Fracht- und Passagierlinien auf der Ostsee, Nordsee, Irischen See und dem Ärmelkanal sowie in großen Teilen Europas durch den Frachttransport auf Straße und Schiene. Mit der Erweiterung änderten sich auch die Namen der Marken innerhalb des DFDS-Konzerns. Die Markennamen Norfolkline, DFDS Tor Line, DFDS Lisco, DFDS Lysline oder Speedcargo wurden durch den Markennamen DFDS Seaways (Ro/Ro & Terminals), der zuvor nur für die Passagierfährlinien verwendet wurde, bzw. durch DFDS Logistics (Lo/Lo & Door/Door Straßentransport) abgelöst.
DFDS Seaways ist Reederei-Kunde im norddeutschen Cuxhaven. Fünf bis sechs Mal wöchentlich verbindet die dänische Reederei den niedersächsischen Hafen an der Elbemündung im Ro/Ro-Frachtfährliniendienst mit dem am Humber gelegenen Immingham in England und transportiert darüber rollende oder rollbar gemachte Ladungen wie zum Beispiel Sattelauflieger, alle Arten von Containern, Neufahrzeuge verschiedener Hersteller (OEM), Last- und Schwerlastfahrzeuge, Baumaschinen und MAFI-Rolltrailer, die beispielsweise mit Forstprodukten (Papierrollen, Schnittholz) oder Stahlprodukten beladen sind. In Cuxhaven läuft DFDS mit seinen Frachtfähren den modernen Cuxport-Tiefwasserterminal an.

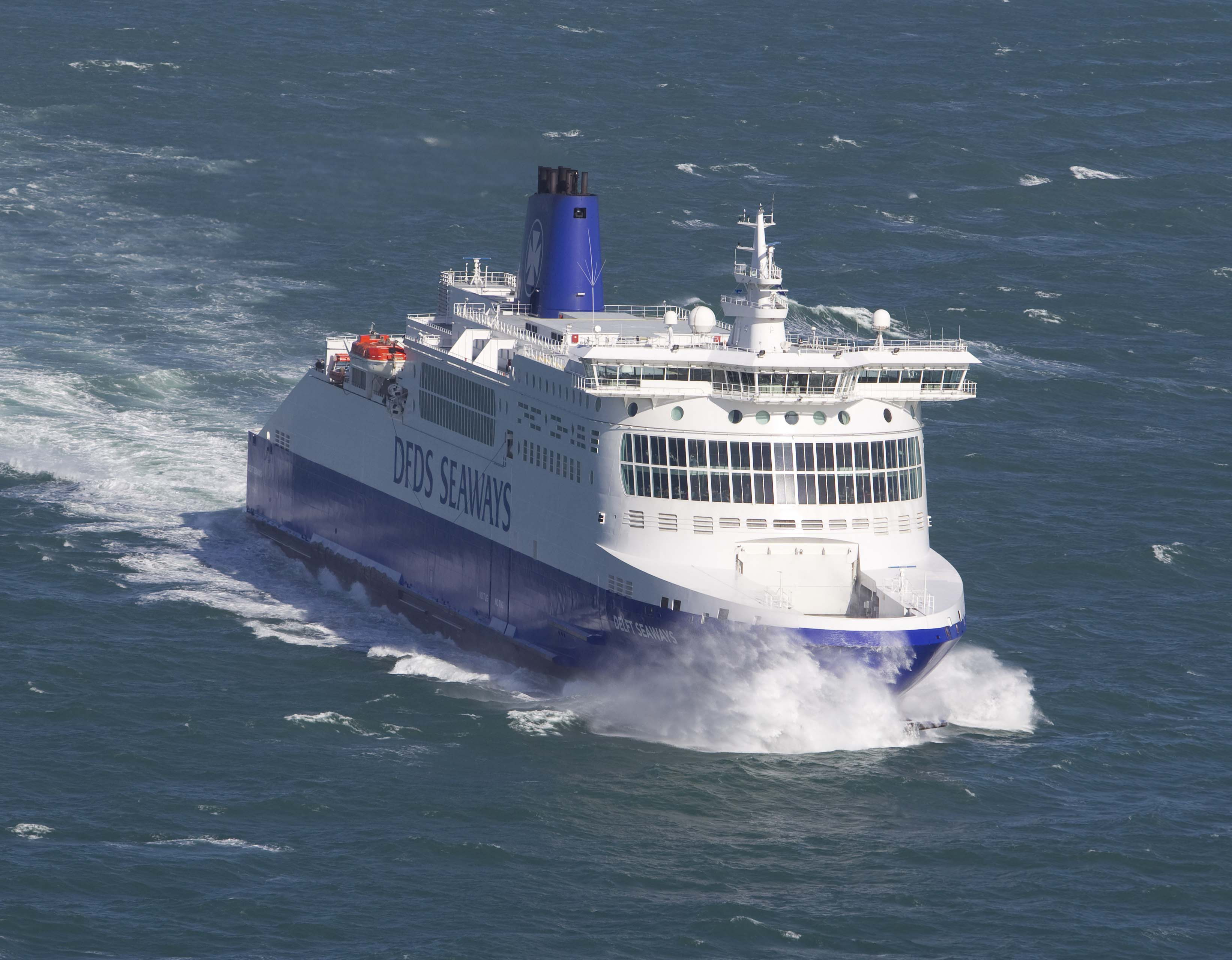
DFDS-Fähre Delft Seaways im Ärmelkanal

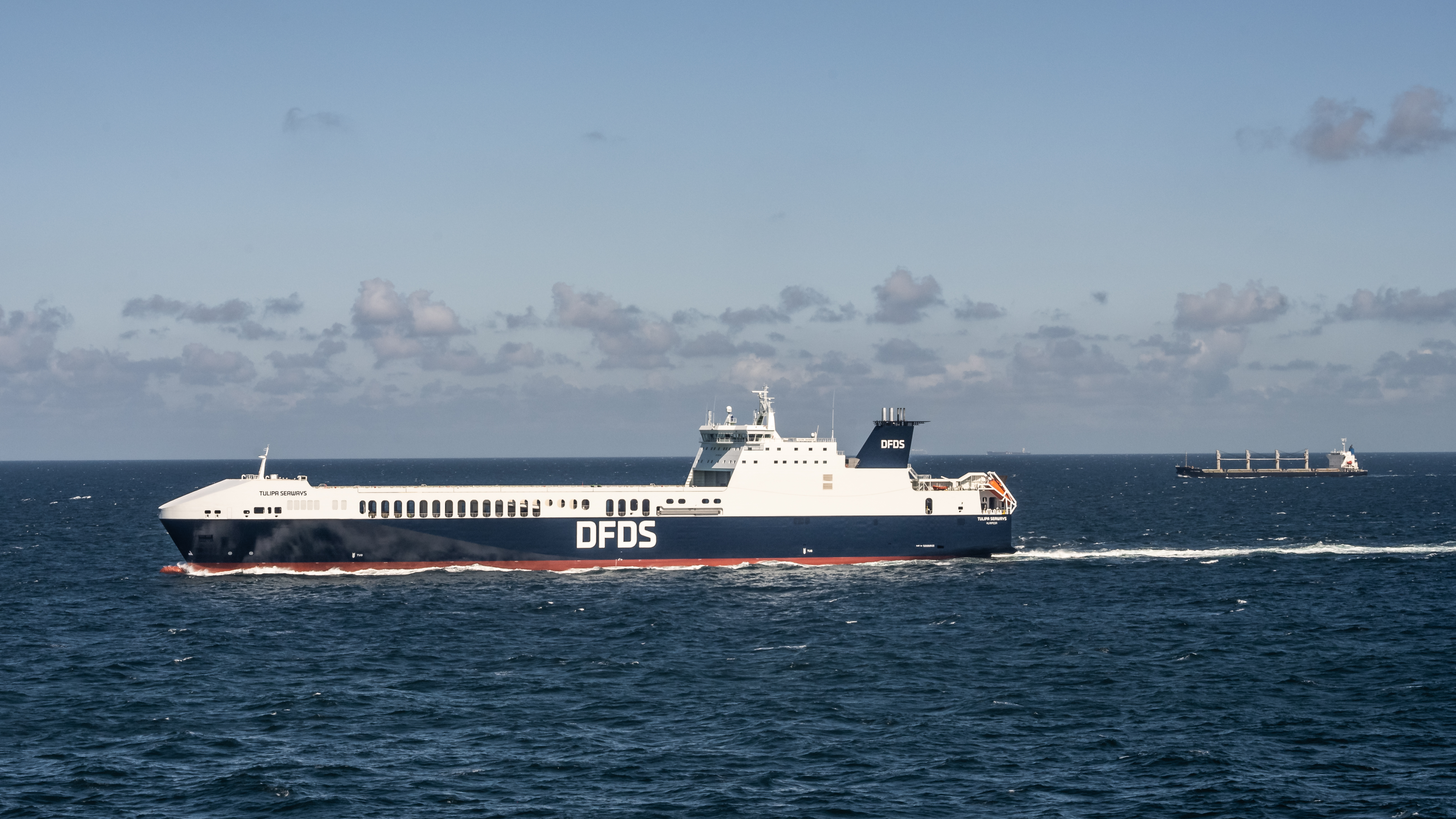
DFDS-Fähre Tulipa Seaways

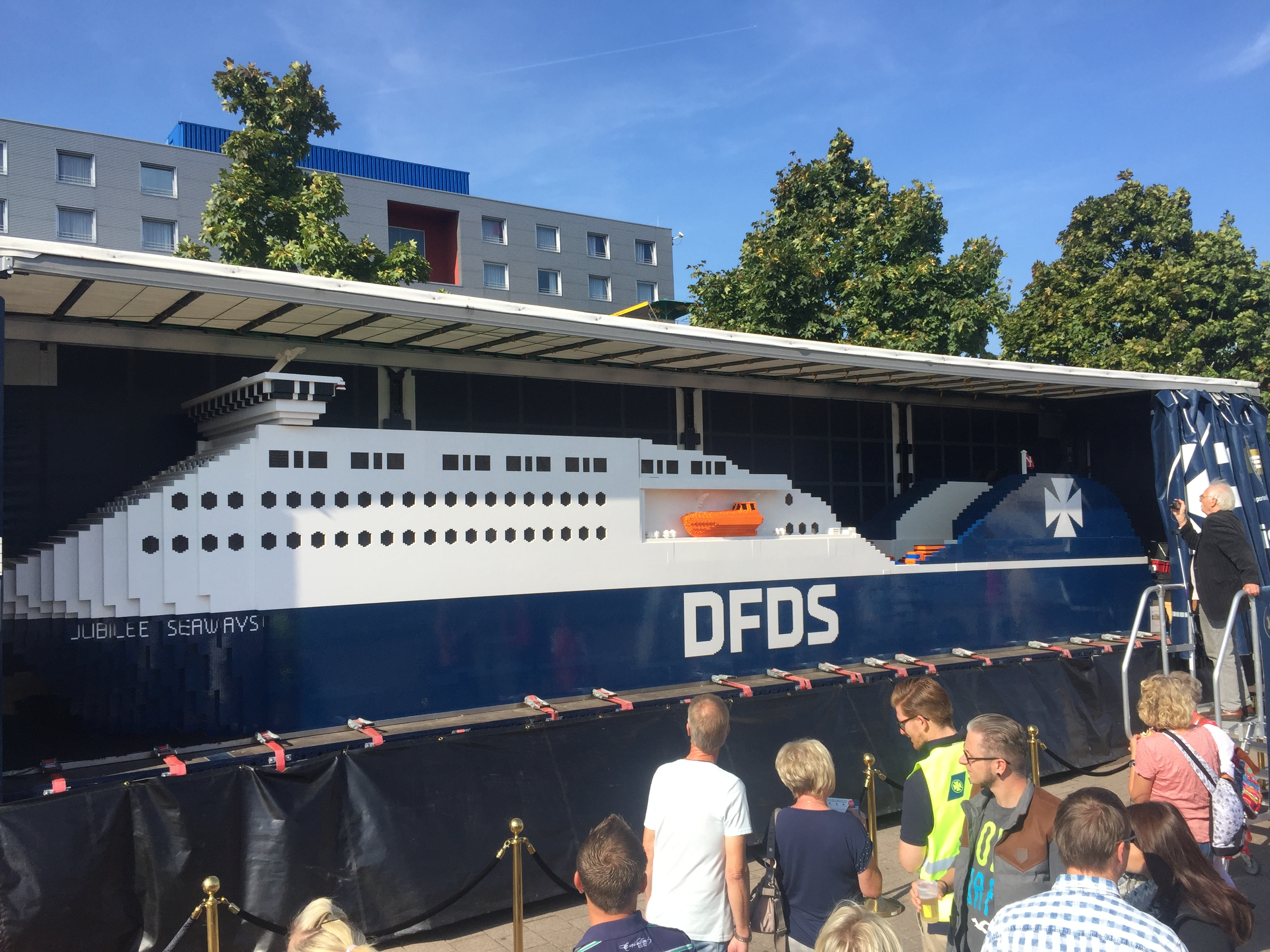
DFDS Jubilee Seaways aus mehr als 1 Mio. Lego-Steinen

Im Zusammenhang mit der Übernahme der Norfolkline entschloss man sich zu einer großen Umbenennung. Alle Schiffe werden künftig einen blauen Rumpf haben und einen Namen mit „Seaways“ tragen. So wurde aus der Pearl of Scandinavia die Pearl Seaways und aus der King of Scandinavia die King Seaways. Auch die Schiffe der Tor Line sind einbezogen und heißen künftig z. B. Begonia Seaways und Botnia Seaways. Die ehemaligen Norfolkline-Schiffe heißen z. B. Lagan Seaways.

### Neue Unternehmensstruktur seit 2010

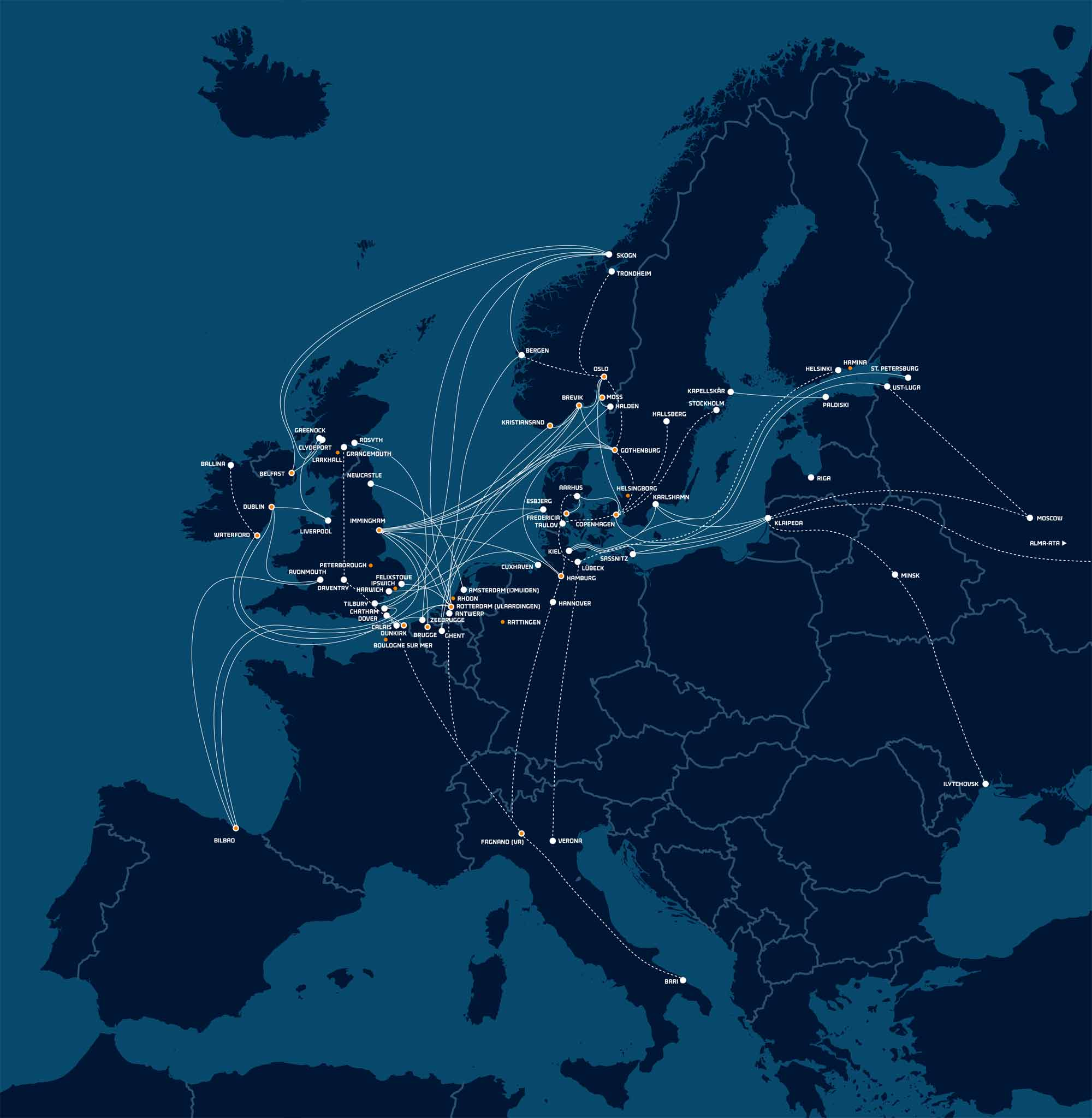
Das DFDS-Routennetz (2011)

DFDS beschäftigt rund 11.000 Personen und unterhält eine Flotte von 78 Schiffen. Der Jahresumsatz betrug im Jahr 2011 rund 11,6 Mrd. dänische Kronen.
Die Reederei DFDS unterteilt sich in zwei Geschäftsbereiche: DFDS Seaways und DFDS Logistics. Der DFDS Seaways Unternehmensbereich umfasst alle Ro/Ro-Fracht- und Passagier-Schiffsrouten sowie die zugehörigen Terminals. Das Reiseangebot basiert auf vier Konzepten: Linienbeförderung, Pauschalferienreisen, Minikreuzfahrten und Konferenzreisen.
Der Bereich DFDS Logistics ist zuständig für alle Aktivitäten in den Straßen-, Schienen- und Lo/Lo-Bereichen.
DFDS Seaways ist Mitglied im ShortSeaShipping Inland Waterway Promotion Center.
Mitte 2018 schloss die DFDS die Übernahme der türkischen Reederei U.N. Ro-Ro ab.
Am 1. November 2024 verkaufte DFDS die sogenannte Hauptstadtroute Kopenhagen–(Frederikshavn)–Oslo samt den 800 Mitarbeitern und den beiden Kreuzfahrtfähren Pearl Seaways und Crown Seaways an die schwedische Reederei Rederi AB Gotland (Gotlandsbolaget). Die Fähren wurden  in Nordic Pearl und Nordic Crown umbenannt. Diese Route wird jetzt als Go Nordic Cruiseline vermarktet.

## Routen
DFDS unterhält folgende Fährverbindungen, wovon die ersten zehn der folgenden Verbindungen kombinierte Passagier- und Frachtfährverbindungen sind, während es sich bei den darauf folgenden um reine Frachtfährverbindungen handelt.

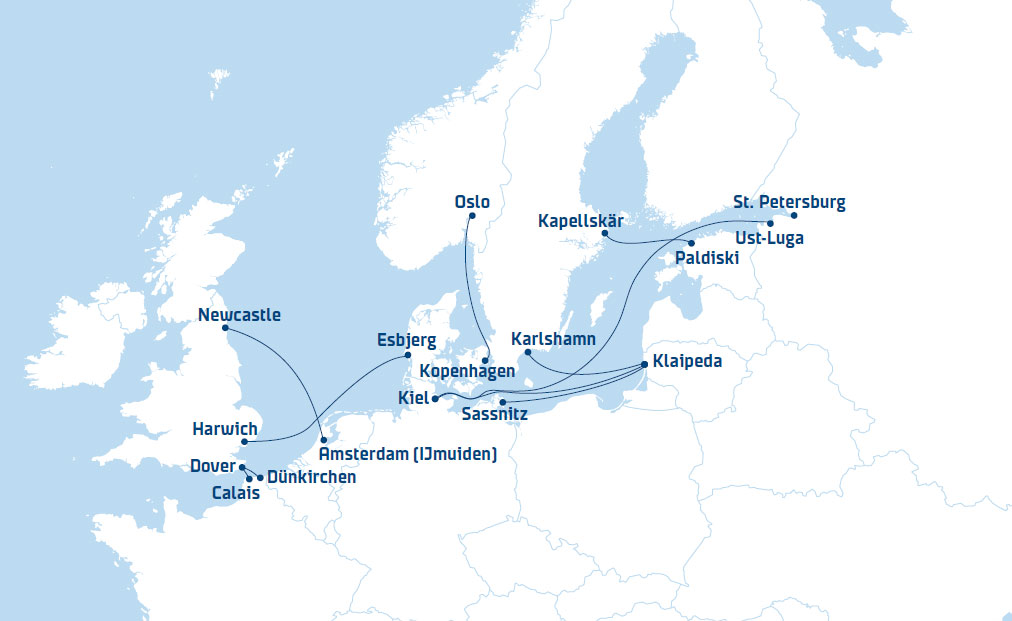
Routennetz der kombinierten Passagier- und Frachtfährverbindungen von DFDS Seaways (2012)

### Passagier- und Frachtverkehr
- IJmuiden – Newcastle
- Calais – Dover (seit Februar 2012)
- Dünkirchen – Dover
- Esbjerg – Harwich (nur bis zum 29. September 2014)[18]
- Kopenhagen – Oslo (nach der Unterbrechung des Verkehrs wegen der COVID-19-Pandemie erfolgte die Wiederaufnahme am 25. Juni 2020 mit zusätzlichem Zwischenstopp in Frederikshavn[19])
- Frederikshavn – Oslo[20]
- Kiel – Klaipėda
- Karlshamn – Klaipėda
- Sassnitz-Mukran – Klaipėda (nur bis zum 30. September 2013)[21]
- Paldiski – Kapellskär
- Kiel – Ust-Luga
- ehemalige Verbindungen von[22] FRS Iberia in der Straße von Gibraltar[23]

### Frachtverkehr
- Göteborg – Brevik / Immingham
- Göteborg – Tilbury
- Göteborg – Brevik / Gent
- Esbjerg – Immingham
- Cuxhaven – Immingham
- Vlaardingen – Felixstowe
- Vlaardingen – Immingham
- Rosyth – Zeebrugge
- Fredericia – Aarhus / Kopenhagen / Klaipėda
- Kiel – Karlshamn / St. Petersburg
- Lübeck-Travemünde – Klaipėda (seit dem 6. Juni 2014)[24]
- Dünkirchen – Rosslare (seit dem 2. Januar 2021, zur Umgehung des Vereinigten Königreichs nach dem Brexit)[25][26]

## Tochterunternehmen
War früher in viele Tochterunternehmen aufgeteilt, die meisten wurden 2010 mit dem Kauf von Norfolkline aufgelöst wurden.
- DFDS Tor Line
- DFDS Lisco
- DFDS Lys Line
- DFDS Container Line
- Norfolk Line
- DFDS Denizcilik Tasimacilik A.S (ehemals U.N.Ro-Ro)
- Ekel Logistics

## Passagierschiffe der Skandinavien-Amerikalinje A/S
| Jahr        | Name              | Tonnage    | Werft                           | Status/Verbleib                                                 |
| 1898 (1894) | Hekla             | 3.310 BRT  | k. A.                           | 1894 Thingvalla Linje / 1898 an DFDS / 1905 verkauft            |
| 1898 (1894) | Norge             | 3.359 BRT  | A. Stephen & Sons Ltd., Glasgow | 1894 Thingvalla Linje / 1898 an DFDS / 1904 gesunken (625 Tote) |
| 1898 (1882) | Island            | 2.844 BRT  | k. A.                           | 1882 Thingvalla Linje / 1898 an DFDS / 1906 außer Dienst        |
| 1898 (1874) | Thingvalla        | 2.534 BRT  | Burmeister & Wain, Kopenhagen   | 1874 Thingvalle Linje / 1898 an DFDS / 1900 verkauft            |
| 1901        | Oscar II.         | 10.095 BRT | A. Stephen & Sons Ltd., Glasgow | 1933 außer Dienst                                               |
| 1903        | Hellig Olav       | 10.095 BRT | A. Stephen & Sons Ltd., Glasgow | 1934 außer Dienst                                               |
| 1903        | United States     | 10.095 BRT | A. Stephen & Sons Ltd., Glasgow | 1935 in Kopenhagen ausgebrannt                                  |
| 1906 (1897) | C. F. Tietgen (I) | 8.173 BRT  | Harland & Wolff Ltd., Belfast   | 1897 ex Rotterdam für HAL / 1906 an DFDS / 1913 verkauft        |
| 1914        | Frederik VIII.    | 11.850 BRT | AG Vulcan Stettin               | 1936 außer Dienst                                               |

## Fährschiffe der DFDS (Auswahl)
| Jahr        | Name                                  | Tonnage    | Werft                                     | Status/Verbleib |
| 1906        | Dronning Maud                         | 1.761 BRT  | Burmeister & Wain A/S, Kopenhagen         | 1947 verkauft |
| 1912        | Aarhus                                | 1.972 BRT  | Burmeister & Wain A/S, Kopenhagen         | 1948: Botnia / 1966 verkauft |
| 1927        | Dronning Alexandrine                  | 1.854 BRT  | Helsingør Skibsværft A/S, Helsingør       | 1965 verkauft |
| 1928        | C.F. Tietgen (II)                     | 1.850 BRT  | Helsingør Skibsværft A/S, Helsingør       | 1969 verkauft |
| 1932        | Esbjerg                               | 2.767 BRT  | k. A.                                     | 1950 außer Dienst |
| 1932        | England (I)                           | 2.767 BRT  | k. A.                                     | 1950 außer Dienst |
| 1936        | Aalborghus                            | 2.079 BRT  | Nakskov Skibsværft A/S, Nakskov           | 1968 verkauft |
| 1937        | Kronprins Olav                        | 3.038 BRT  | Helsingør Skibsværft A/S, Helsingør       | 1967 verkauft |
| 1939        | Hans Broge                            | 2.927 BRT  | Helsingør Skibsværft A/S, Helsingør       | 1970 verkauft |
| 1941        | Kronprins Frederik                    | 3.968 BRT  | Helsingør Skibsværft A/S, Helsingør       | 1976 verkauft |
| 1949        | Kronprinsesse Ingrid                  | 3.968 BRT  | Helsingør Skibsværft A/S, Helsingør       | 1969 verkauft |
| 1950        | H.P. Prior                            | 3.155 BRT  | Helsingør Skibsværft A/S, Helsingør       | 1970 verkauft |
| 1950        | Jens Bang                             | 3.155 BRT  | Helsingør Skibsværft A/S, Helsingør       | 1971 verkauft |
| 1950        | Diana (II)                            | 3.609 BRT  | k. A.                                     | 1965 verkauft |
| 1951        | Ficaria (II)                          | 3.811 BRT  | k. A.                                     | 1972 verkauft |
| 1956        | Blenda                                | 4.481 BRT  | k. A.                                     | 1972 verkauft |
| 1956        | Bellona                               | 4.481 BRT  | k. A.                                     | 1972 verkauft |
| 1957        | Prinsesse Margrethe (I)               | 5.150 BRT  | Helsingør Skibs & Mask. A/S, Helsingør    | 1968: Prinsessan / 1971 verkauft |
| 1961        | Kong Olav V. (I)                      | 5.150 BRT  | Aalborg Værft A/S, Aalborg                | 1968 verkauft |
| 1964        | England (II)                          | 8.221 BRT  | Helsingør Skibsværft A/S, Helsingør       | 1983 verkauft |
| 1965        | Akershus                              | 5.012 BRT  | Helsingør Skibsværft A/S, Helsingør       | 1973 verkauft |
| 1967        | Winston Churchill                     | 8.657 BRT  | Helsingør Skibsværft A/S, Helsingør       | 1996 verkauft |
| 1968        | Kong Olav V. (II)                     | 7.956 BRT  | Cantieri Navali del Torrino, Genua        | 1984 verkauft |
| 1968        | Prinsesse Margrethe (II)              | 7.956 BRT  | Cantieri Navali del Torrino, Genua        | 1984 verkauft |
| 1969        | Dania                                 | 7.956 BRT  | Cantieri Navali del Torrino, Genua        | 1971: Dana Sirena (I) / 1979: Dana Corona (II) / 1985 verkauft                                                                                         |
| 1970        | Trekroner                             | 7.956 BRT  | Cantieri Navali del Torrino, Genua        | 1971: Dana Corona (I) / 1979: Dana Sirena (II) / 1983 verkauft                                                                                         |
| 1974        | Dana Regina                           | 12.192 BRT | Aalborg Værft A/S, Aalborg                | 1989 verkauft |
| 1978        | Duke of Scandinavia                   | 14.399 BRT | Aalborg Værft A/S, Aalborg                | 2000: 19589 BRZ / ex Dana Anglia / in Dienst / 2006 an Brittany Ferries als Pont L’Abbe verchartert, 2007 an Brittany Ferries verkauft                 |
| 1981 (1975) | Dana Gloria (II)                      | 12.348 BRT | Dubigeon-Normandie S.A., Nantes           | 1975 ex Wellamo, Silja Line / 1981 DFDS / 1994 verkauft / zuletzt Jupiter, Jupiter Cruises / 2017 gekentert                                            |
| 1982        | Scandinavia                           | 26.747 BRT | Dubigeon-Normandie S.A., Nantes           | 1985 verkauft |
| 1982 (1975) | Tor Britannia (I)                     | 14.905 BRT | Flender Werft AG, Lübeck                  | 1990 Prince of Scandinavia, 22528 BRZ / außer Dienst (2003: Verkauf an Moby Lines)                                                                     |
| 1982 (1976) | Tor Scandinavia                       | 14.905 BRT | Flender Werft AG, Lübeck                  | 1990 Princess of Scandinavia, 22528 BRZ / außer Dienst (November 2006: Verkauf an Moby Lines)                                                          |
| 1987 (1975) | Hamburg                               | 13.141 BRT | Werft Nobiskrug GmbH, Rendsburg           | 1997 Admiral of Scandinavia / verkauft, danach: Caribbean Express; nach Alang zum Abwracken 2011                                                       |
| 1987        | Vilnius Seaways                       | 22.341 BRZ | Mathias-Thesen-Werft, Wismar              | in Dienst bei der ukrainischen Reederei UKR Ferry |
| 1989        | Liverpool Seaways                     | 27.856 BRZ |                                           | in Dienst |
| 1989        | Kaunas Seaways, (Kaunas)              | 25.606 BRZ | Mathias-Thesen-Werft, Wismar              | in Dienst bei der ukrainischen Reederei UKR Ferry im Georgien-Verkehr                                                                                  |
| 1990 (1981) | Queen of Scandinavia                  | 33.575 BRZ | Wärtsilä A/B, Turku                       | 1981 ex Finlandia, Silja Line / 1990 an DFDS / außer Dienst (2010 verchartert an St. Peter Line, Princess Maria, heute Moby Dada)                      |
| 1991        | Lisco Patria                          | 18.332 BRZ |                                           | in Dienst |
| 1994        | Crown Seaways (Crown of Scandinavia)  | 35.498 BRZ | Brodogradevna Industrija Split, Split     | in Dienst |
| 1994 (1974) | King of Scandinavia (II)              | 13.286 BRZ | Wärtsila A/B, Turku                       | 1974 ex Prinsessan Birgitta / 1994 an DFDS / 2002 Verkauf an Turkish Marmara Lines als Cesme                                                           |
| 1999        | Optima Seaways, ex Lisco Optima       | 25.206 BRZ |                                           | in Dienst |
| 2001 (1989) | Pearl Seaways (Pearl of Scandinavia)  | 40.022 BRZ | Wärtsila A/B, Turku                       | 1989 ex Athena, Viking Line / 2001 an DFDS / in Dienst                                                                                                 |
| 2002        | Dana Gloria (II)                      | 20.600 BRZ | Stocznia Szczecińska S.A., Szczecin       | 2003 umbenannt in Lisco Gloria, 2010 in Brand geraten                                                                                                  |
| 2003        | Sirena Seaways (Dana Sirena) (III)    | 20.600 BRZ | Stocznia Szczecińska S.A., Szczecin       | in Dienst |
| 2003 (1993) | Duchess of Scandinavia                | 16.551 BRZ | Fosen Mek. Verk. A/S, Rissa               | 1993 ex Bergen, Fjord Line / 2003 DFDS / Nov. 2005 Charter-Ende                                                                                        |
| 2009        | Victoria Seaways, ex Lisco Maxima     | 25.518 BRZ | Nuovi Cantieri Apuania, Marina di Carrara | in Dienst (Kiel – Klaipėda) |
| 2010        | Regina Seaways                        | 25.518 BRZ | Nuovi Cantieri Apuania, Marina di Carrara | in Dienst (Kiel – Klaipėda) |
| 2010 (2000) | Anglia Seaways                        | 13.073 BRZ | Guangzhou Wenchong Shipyard, China        | in Dienst (Kiel – St. Petersburg) |
| 2010 (2000) | Botnia Seaways                        | 11.530 BRZ | Jinling Shipyard, China                   | in Dienst (Kiel – St. Petersburg) |
| 2017 (1987) | King Seaways (King of Scandinavia)    | 31.395 BRZ | Schichau Seebeckwerft AG, Bremerhaven     | 1987 ex Nils Holgersson / 1993 ex Val de Loire / März 2006: IJmuiden – Newcastle                                                                       |
| 2017 (1986) | Princess Seaways (Princess of Norway) | 31.356 BRZ | Schichau Seebeckwerft AG, Bremerhaven     | 1986 ex Peter Pan / 1993 ex Spirit of Tasmania / 2003 ex Fjord Norway / November 2006: Bergen – Stavanger – Newcastle / Mai 2007: IJmuiden – Newcastle |
| 2021        | Côte d’Opale                          | 41.671 BRZ | AVIC-Weihai, China                        | |
| 2021        | Aura Seaways                          | 54.900 BRZ | Guangzhou Shipyard International, China   | Kiel – Klaipėda |

2017/2018 wurde ein Neubauprogramm für Fährschiffe in Gang gesetzt. 2020 lief der erste Neubau seit 40 Jahren, die Aura Seaways, auf der chinesischen Werft Guangzhou Shipbuilding International vom Stapel. Das 230 m lange und 31,6 m breite Schiff mit einem max. Tiefgang von 7 m sowie einer Vermessung von 54.900 GT hat 4500 Spurmeter und 312 Kabinen, es ist für den Einsatz in der Ostsee vorgesehen.